# The Heart of Maryland (film 1921)
The Heart of Maryland è un film muto del 1921 diretto da Tom Terriss.
Il soggetto è tratto da The Heart of Maryland, un'opera teatrale di David Belasco ambientata all'epoca della guerra di secessione americana da cui era già stata tratta una versione cinematografica nel 1915, Barriera di sangue (The Heart of Maryland) di Herbert Brenon.
Il testo teatrale verrà poi ripreso nel 1927 da Lloyd Bacon per un altro remake, Barriera di sangue con Dolores Costello, famosa attrice teatrale e moglie di John Barrymore.

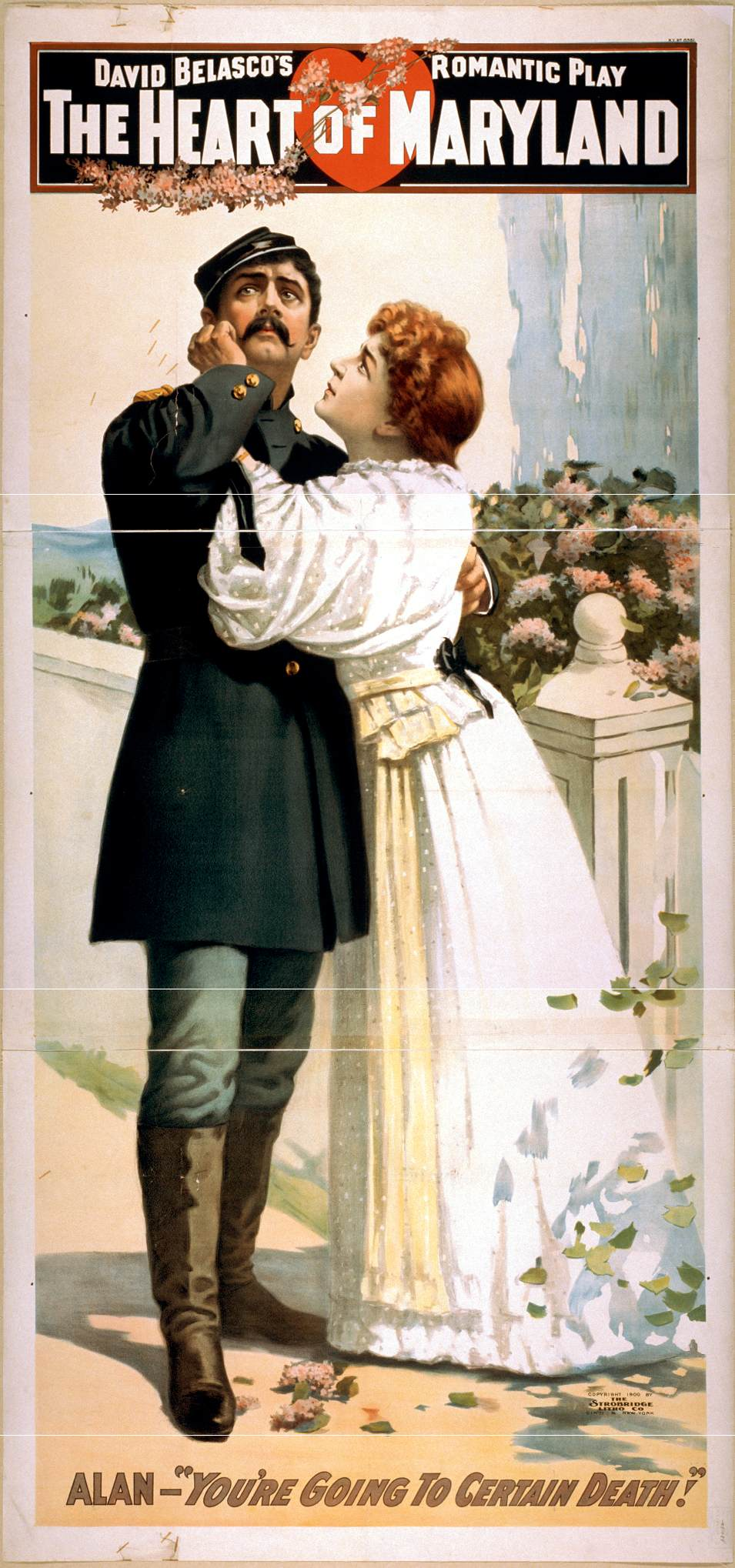
Locandina dello spettacolo teatrale (1900)

## Trama
Allo scoppio della guerra di Secessione, due fidanzati si trovano improvvisamente in campo avverso. Maryland Calvert appartiene al Sud, mentre il suo innamorato, Alan Kendrick, un ufficiale dell'esercito, anche se nato nel Sud, è un unionista.
Durante la guerra, Alan verrà catturato dai confederati vicino alla casa di Maryland. Condannato alla fucilazione, l'ufficiale nordista riuscirà a fuggire con l'aiuto di Maryland. La quale, dapprima, riesce a fermare l'esecuzione e poi impedisce alla campana di suonare per allertare i sudisti, bloccandone il batacchio.

## Produzione
Il film fu prodotto dalla Vitagraph Company of America.

## Distribuzione
Il copyright del film, richiesto dalla Vitagraph Co. of America, fu registrato il 16 marzo 1921 con il numero LP16289.
Distribuito dalla Vitagraph, il film uscì nelle sale statunitensi nel maggio 1921.
Non si conoscono copie ancora esistenti della pellicola che viene considerata presumibilmente perduta.